# Mimetus banksi
Mimetus banksi là một loài nhện trong họ Mimetidae.
Loài này thuộc chi Mimetus. Mimetus banksi được Arthur M. Chickering miêu tả năm 1947.